# Тотори, Бенджамин
Бенджамин Тотори (англ. Benjamin Totori; 20 февраля 1986, Хониара, Соломоновы Острова) — соломонский футболист, нападающий клуба «Лаутока» и сборной Соломоновых Островов.

## Карьера

### Клубная
Маленький, но быстрый форвард. Такую характеристику Бенджамин получил, выступая за «Янгхарт Манавату» в 2005—2007 годах. Позже играл за «Ричмонд Атлетик» и «Уаитакере Юнайтед». В 2008 году футболист был куплен в американский «Портленд Тимберс» тренером Гэвином Уилкинсоном.
Тоторе вернулся в Новую Зеландию, после того как вынужден был прервать свою карьеру в США из-за травмы. Новым клубом вновь стал «Уаитакере Юнайтед». В октябре 2010 года Бенджамин подписал контракт с «Колоале». В этом же сезоне Бенджамин был признан лучшими бомбардиром S-Telekom лиги, забив 23 гола в 19 матчах.
19 июня 2012 года было объявлено, что Тотори переходит в «Веллингтон Феникс».

### Международная
Дебют Бенджамина в составе сборной состоялся а августе 2007 года в матче против Американского Самоа. До этого он выступал за разные возрастные сборные.
Тотори был включен в заявку своей сборной на Кубок наций ОФК 2012. Там он забил два гола.